# Chelonus teretiventris
Chelonus teretiventris är en stekelart som beskrevs av Mccomb 1968. Chelonus teretiventris ingår i släktet Chelonus och familjen bracksteklar. Inga underarter finns listade i Catalogue of Life.